# Теракт в Стамбуле (2008)
Теракт в Стамбуле (2008) — террористический акт, произошедший 22:00 27 июля 2008 года на оживленном проспекте Мендереса в районе Гюнгерен города Стамбула. 

## Описание
Взорвались две бомбы, заложенные в урны для мусора. В результате погибло 17 человек и более 150 пострадали. Ответственность за теракт взяла на себя молодёжная радикальная группировка «Соколы свободы Курдистана».